# 石衡沧港城际铁路
石衡沧港城际铁路（项目代码：2017-130000-53-02-001443），该线路是京津冀城市群“四纵四横一环”城际铁路网中的重要组成部分，是连接起京广高铁、京港（台）高铁、京沪高铁和沿海高铁主通道的一条重要的连接线路。石衡沧港城际铁路西起石家庄站，东抵渤海新区站，全长333.8公里，新建224公里，设计速度为每小时250公里，其中石家庄至衡水段利用既有石济客运专线。全线设站16座车站，其中新设11座车站，预留1座车站。该工程目前正在建设中。

## 历史
2015年9月，铁道第三勘察设计院集团有限公司发布的《京津冀城际铁路网规划修编环境影响报告书》中已经将“石沧黄城际”已经纳入到京津冀四纵四横一环城际铁路网的骨架之中。
2015年10月，项目启动前期工作。
2016年12月27日，沧州市政府、衡水市政府和京津冀城际铁路投资有限公司三方签署《合资建设石衡沧港城际铁路项目框架合作协议》。
2017年3月27日，石衡沧港城际铁路筹备组发布新建石家庄至衡水至沧州至黄骅港城际铁路(衡水至黄骅段)社会稳定风险分析公示。
2017年5月17日，石衡沧港城际铁路筹备组发布新建石家庄至衡水至沧州至黄骅港城际铁路(衡水至黄骅港段)环境影响评价第一次信息公告。
2017年6月15日，石衡沧港城际铁路筹备组发布新建石家庄至衡水至沧州至黄骅港城际铁路(衡水至黄骅港段)环境影响评价第二次信息公告。
2018年5月2日，石衡沧港城际铁路衡黄段工程由河北省发展和改革委员会批准建设。
2018年5月11日，石港城际铁路有限责任公司发布新建石家庄至衡水至沧州至黄骅港城际铁路（衡水至黄骅港段）环境影响评价补充信息公告。
2018年12月20日，河北省生态环境厅批复了新建石家庄至衡水至沧州至黄骅港城际铁路（衡水至黄骅港段）环境影响报告书
2019年1月23日，新建石家庄至衡水至沧州至黄骅港城际铁路（衡水至黄骅港段）初步设计获京津冀城际铁路投资有限公司批复（京津冀铁投规字〔2019〕9号）。
2019年12月，新建石衡沧港城际铁路衡黄段工程施工设计图取得京津冀城际铁路投资有限公司批复。（京津冀铁投工字〔2019〕53号）
2020年04月10日，河北省发展和改革委员会同意石港城际铁路有限责任公司的新建石衡沧港城际铁路衡黄段项目核准文件有效期延期1年。
2020年8月5日，石衡沧港城际铁路正式进入实质性施工阶段。9月25日，全线所有标段均进入了实质性主体工程施工阶段。
2021年下半年开始，项目各标段陆续停工。
2022年7月28日，石衡沧港城际铁路顺利复工复产。
2023年4月24日10时18分，石港城际铁路衡水段首榀箱梁在在李家村跨大广高速特大桥桥墩上架设成功。
2023年6月，石衡沧港城际铁路上的石港城际站前四标东庄跨京台高速特大桥工程跨南排河（72+128+72）米连续梁主墩零号块浇筑完成。
2023年8月10日，中铁十四局集团第五工程有限公司承建的完成了李天木跨捷地碱河大桥首榀箱梁架设。
2023年8月27日，由中交一航局一公司承建的石港城际站前二标铁路工程首联连续梁合拢。
2023年9月，由中铁电气化局北京电气化公司承建的石港城际迁改一标项目220kV衡郭线迁改完成。
2023年9月26日，由中铁五局华南公司承建的石港城际铁路李家村跨大广高速特大桥128米连续梁顺利合龙，这是石衡沧港城际铁路全线跨度最长的连续梁。
2023年10月10日，中铁十八局承建的石港城际铁路江江河特大桥跨清南连渠连续梁合龙。
2023年10月20日凌晨，由中铁五局承建的石衡沧港城际铁路（衡水段）李家村跨大广高速特大桥连续梁全部合龙。
2023年11月2日18点，由中铁五局承建的李家村跨大广高速特大桥最后一跨40米现浇简支箱梁浇筑完成。
2023年11月5日凌晨，由中交一航局一公司承建的石港城际站前二标项目的连续梁全部合龙。
2023年11月，由中铁十八局承建的石港城际铁路站前三标项目连续梁全部合龙。
2023年12月13日，石港城际迁改一标项目110kV衡铁线完成迁改。
2024年3月31日，石衡沧港城际铁路项目在沧州域内列入征拆的地面建筑物清零。
2024年6月6日，石港城际铁路李家村跨大广高速特大桥箱梁先架方向架设成功。
2024年7月，石衡沧港城际铁路江江河特大桥黄骅港方向架梁任务完成。
2024年8月，石衡沧港城际铁路站前三标项目承台施工完成。
2024年8月16日，石港城际铁路李天木跨捷地碱河特大桥上跨沧港铁路营业线天窗点架梁施工完成。
2024年8月29日，石衡沧港城际铁路站前5标跨廊沧高速特大桥，跨沧浪渠（32+48+48+32）m连续梁合龙。
2024年9月8日，石衡沧港城际铁路沧州段110kV姚三Ⅰ、Ⅱ线迁改工程完工。
2024年9月8日，石衡沧港城际铁路衡黄段工程清凉江特大桥、阜城跨281省道特大桥先架方向架梁任务完成。
2024年9月27日，石衡沧港城际铁路渤海新区特大桥跨邯黄铁路连续梁实现转体对接。
2024年10月11日，石衡沧港城际铁路跨京九铁路右线特大桥上跨石济客专连续梁成功转体。
2024年10月11日，石衡沧港城际铁路重大三电及管线迁改工程完成。
2024年10月20日，石港城际铁路渤海新区特大桥跨邯黄铁路40+64+64+40米转体连续梁，两个中跨合龙段C55砼浇筑完成，渤海新区特大桥跨邯黄铁路转体连续梁合龙。
2024年10月29日上午9点40分，石衡沧港城际铁路李家村跨大广高速特大桥成功架通。
2024年12月，石衡沧港城际铁路泊头段箱梁架设全部完成。
2025年1月16日，石港城际铁路站前二标完成全部箱梁架设任务。
2025年3月11日，石衡沧港城际铁路跨京九右线特大桥41至44号连续梁成功转体并实现无缝对接。
2025年4月30日，黄骅新站、渤海新区西站、渤海新区站站房预应力混凝土实心方桩工艺试验顺利施工，标志着石衡沧港城际铁路站房开始施工。

## 线路及相关工程
石衡沧港城际铁路线路线路起自石家庄站终到沧州市渤海新区渤海新区站，全线共设车站16座，分别为石家庄站、石家庄东站、藁城南站、辛集南站、衡水北站、武邑站、阜城南站、交河站、泊头西站、文庙站、沧州西站、沧州东站、沧州机场站、黄骅新站、渤海新区西站和渤海新区站，其中沧州机场站为预留车站，大官庄线路所为预留线路所，新建武邑站、阜城南站、交河站、泊头西站、文庙站、沧州东站、黄骅新站、渤海新区西站和渤海新区站，改造既有车站为衡水北站和沧州西站。
其中石家庄站至杜家村线路所与既有石济客专共线共站，线路长度为线路长度109.94 km，衡水至黄骅港（渤海新区）段为新建线路，长度为223.862km，在衡水北站新建2台4线（预留1台1线）的站场，在沧州西站新建4台8线的站场和西站房并新建沧州西动车运用所。

### 桥梁
正线分布有特大桥16座。框构30座，涵洞57座。正线左线桥梁长197.987km，占正线线路总88.44%。动车组走行单线桥梁2座，总长3.994km，双线桥梁1座，总2.703km。
| 名称                     |        | 位置                 | 跨越/穿过          | 长度（米） |
| ------------------------ | ------ | -------------------- | ------------------ | ---------- |
| 跨京九铁路特大桥（单线） | 衡水市 | 桃城区               | 京九铁路、石济客专 | 3725       |
| 李家村跨大广高速特大桥   | 衡水市 | 桃城区、武邑县       | 大广高速、106国道  | 22354      |
| 清凉江特大桥             | 衡水市 | 武邑县、阜城县       |                    | 18986      |
| 阜城跨281省道特大桥      | 衡水市 | 阜城县               |                    | 7454       |
| 古城跨282省道特大桥      | 衡水市 | 阜城县               |                    | 13550      |
| 江江河特大桥             | 沧州市 | 泊头市               | 338国道            | 21099      |
| 泊头跨272省道特大桥      | 沧州市 | 泊头市               | 105国道            | 12703      |
| 东庄跨京台高速公路特大桥 | 沧州市 | 泊头市、沧县         | 京台高速、         | 15092      |
| 郭庄跨朔黄铁路特大桥     | 沧州市 | 沧县、运河区         | 朔黄铁路、京沪高铁 | 11009      |
| 姚官屯跨京沪铁路特大桥   | 沧州市 | 运河区、沧县、新华区 | 京沪铁路、沧港铁路 | 8944       |
| 跨廊沧高速特大桥         | 沧州市 | 沧县、黄骅市         | 廊沧高速、朔黄铁路 | 17580      |
| 跨南排河特大桥           | 沧州市 | 黄骅市               |                    | 13227      |
| 黄骅特大桥               | 沧州市 | 黄骅市               | 黄大铁路、荣乌高速 | 12571      |
| 渤海新区特大桥           | 沧州市 | 黄骅市、海兴县       | 邯黄铁路           | 19036      |

### 配套设施
- 沧州西动车运用所

## 车站与链接和换乘线路
项目西起石家庄，东至渤海新区，全长333.8公里（其中石家庄至衡水段利用既有石济客专），设计速度250公里每小时，全线新设衡水北站、武邑站、阜城南站、交河站、泊头西站、文庙站、沧州西站、沧州东站、黄骅新站、渤海新区西站和渤海新区站11座车站，预留沧州机场站。
| 石衡沧港城际铁路 | 石衡沧港城际铁路 | 石衡沧港城际铁路 | 石衡沧港城际铁路 | 石衡沧港城际铁路                                                     | 石衡沧港城际铁路                     | 石衡沧港城际铁路             |
| --- | ---------------- | ---------------- | ---------------- | -------------------------------------------------------------------- | ------------------------------------ | ---------------------------- |
| 车站名称 | 英文名称         | 行政区           | 行政区           | 车站规模（仅石衡沧港城际铁路部分，石家庄至衡水段为既有石济客专规模） | 链接线路                             | 换乘线路                     |
| 石家庄 | Shijiazhuang     | 石家庄           | 桥西区           | 4台9线                                                               | 京广高速铁路、石太客运专线           | 京广铁路、石家庄地铁2、3号线 |
| 石家庄东 | Shijiazhuangdong | 石家庄           | 裕华区           | 2台6线                                                               | 石德铁路、石雄城际铁路(规划)         | 石家庄地铁1号线              |
| 藁城南 | Gaochengnan      | 石家庄           | 藁城区           | 2台4线                                                               |                                      |                              |
| 辛集南 | Xinjinan         | 石家庄           | 辛集市           | 2台4线                                                               |                                      |                              |
| 杜家村线路所 | Dujiacun         | 衡水市           | 桃城区           | 不适用                                                               | 邢衡城际铁路（谋划）、京雄商高速铁路 |                              |
| 衡水北 | Hengshuibei      | 衡水市           | 桃城区           | 2台4线（预留1台1线）                                                 |                                      | 石济客运专线、京雄商高速铁路 |
| 武邑 | Wuyi             | 衡水市           | 武邑县           | 2台4线                                                               |                                      |                              |
| 阜城南 | Fchengnan        | 衡水市           | 阜城县           | 2台6线                                                               |                                      |                              |
| 交河 | Jiaohe           | 沧州市           | 泊头市           | 2台4线                                                               |                                      |                              |
| 泊头西 | Botouxi          | 沧州市           | 泊头市           | 2台6线                                                               | 定沧城际铁路                         |                              |
| 文庙 | Wenmiao          | 沧州市           | 泊头市           | 2台4线                                                               |                                      |                              |
| 沧州西 | Cangzhouxi       | 沧州市           | 沧县             | 4台8线                                                               | 津沧城际铁路（规划）                 | 京沪高速铁路                 |
| 大官庄线路所(预留) | Daguanzhuang     | 沧州市           | 运河区           | 不适用                                                               | 津沧城际铁路（规划）                 |                              |
| 沧州东 | Cangzhoudong     | 沧州市           | 沧县             | 2台4线                                                               |                                      |                              |
| 沧州机场（预留） | Cangzhoujichang  | 沧州市           | 黄骅市           | 预留                                                                 |                                      |                              |
| 黄骅新 | Huanghuaxin      | 沧州市           | 黄骅市           | 2台6线                                                               | 津潍高速铁路                         |                              |
| 渤海新区西 | Bohaixinquxi     | 沧州市           | 渤海新区         | 2台4线                                                               |                                      |                              |
| 渤海新区 | Bohaixinqu       | 沧州市           | 渤海新区         | 2台4线                                                               |                                      |                              |
| 注意事项 1. 交河站位于沧州市泊头市和衡水市阜城县交界处。 2. 衡水北站与京雄商高速铁路通过京雄商高速铁路北东联络线链接 3. 杜家村线路所与京雄商高速铁路西南联络线链接 |                  |                  |                  |                                                                      |                                      |                              |